# Rajendra Prasad
Rajendra Prasad (Hindi: डा॰ राजेन्द्र प्रसाद; Zeradei, 3 december 1884 - Patna, 28 februari 1963) was de eerste president van India.
Prasad was een onafhankelijkheidsactivist en speelde, als leider van de Congrespartij, een prominente rol in de Indiase onafhankelijkheidsbeweging. Hij was president van de Grondwettelijke vergadering die tussen 1948 en 1950 een voorstel voor de nieuwe grondwet van de Republiek India schreef. Hij diende ook korte tijd als minister in de eerste regering van onafhankelijk India.

## Leven en achtergrond
Prasad werd geboren in het dorp Jiradei, nabij Chhapra in de deelstaat Bihar. Zijn vader, Mahadev Sahai, was de divan van Hathwa Raj, een regio waarmee zijn familie goede banden had. Zijn moeder, Kamleshwari Devi, was een gelovige vrouw die haar zoon verhalen vertelde uit de Ramayana. Op vijfjarige leeftijd werd Rajendra naar een mawlawi (een islamitisch docent) gestuurd om Farsi te leren. Daarna werd hij naar de nabijgelegen stad Chhapra gestuurd om primair onderwijs te volgen. Op 12-jarige leeftijd trouwde hij met Rajvanshi Devi, en ging hij studeren aan R.K.Ghosh's Academy in Patna, waar hij samen met zijn broer Mahendra verbleef. Kort erna ging hij echter terug naar Chhapra naar zijn oude school, waar hij uiteindelijk ook op 18-jarige leeftijd met hoge cijfers slaagde voor het toelatingsexamen voor de Universiteit van Calcutta.
Hij werd in 1902 toegelaten tot het Presidency College, gelieerd aan de Universiteit van Calcutta. Prasad slaagde in 1915 met een gouden medaille voor zijn examen voor Master in Law, en ging verder om te promoveren aan dezelfde universiteit. Prasad werkte in Bhagalpur (in de deelstaat Bihar), en was in die periode een bekend en populair persoon in de regio.

## Loopbaan

### Onafhankelijksbeweging

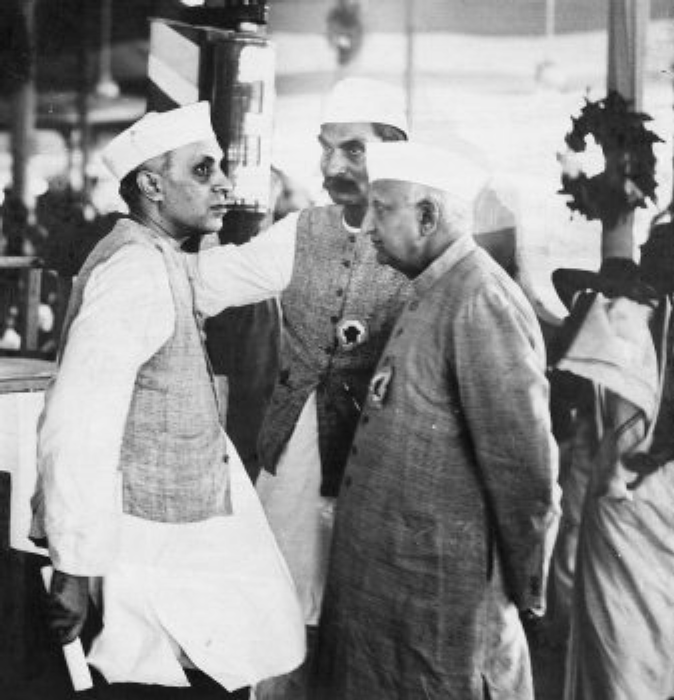
Jawaharlal Nehru, Bhulabhai Desai en Babu Rajendra Prasad (midden) tijdens een bijeenkomst van de AICC in april 1939

Kort nadat Prasad zijn praktijk als advocaat betrokken had werd hij betrokken in de onafhankelijkheidsstrijd van India. Tijdens een feitenonderzoek in Champaran vroeg Mahatma Gandhi hem om met vrijwilligers te komen. Rajendra Prasad was geraakt door de toewijding, moed en overtuiging van Gandhi, en hij stapte op als senator van de universiteit in 1921. Hij beantwoordde ook aan de oproep van Gandhi om het westerse onderwijs te boycotten door zijn zoon Mrityunjaya Prasad te vragen de universiteit te verlaten, hoewel die een briljant student was, en zich in te schrijven bij Bihar Vidyapeeth, een instituut dat hij samen met zijn collega's had opgericht naar traditioneel India's model.
Rajendra Prasad schreef artikelen voor Searchlight en de Desh, en wierf fondsen voor deze kranten. Hij reisde rond, terwijl hij uitlegde, doceerde en aanspoorde. Hij nam actief deel in het helpen van de getroffenen van de overstromingen van 1914 in Bihar en Bengalen. Toen Prasad in de gevangenis zat tijdens en na de aardbeving in Bihar op 15 januari 1934, gaf hij zijn volledige verantwoordelijkheid over aan zijn collega en Gandhi-aanhanger Anugrah Narayan Sinha. Twee dagen na de aardbeving werd hij vrijgelaten, en zette hij zich in voor het werven van fondsen. Dat hij hierin succesvol was wordt duidelijk aangetoond door het feit dat hij drie keer zoveel wist op te halen als de onderkoning, die zich er ook toe had aangezet. Toen Prasad in 1935 na de aardbeving in Quetta het land niet mocht verlaten, zette hij hulpcommissies op in Sindh en Punjab.
In oktober 1934 werd hij als voorzitter gekozen van de Indiase Congrespartij, Indian National Congress. Na het aftreden van Netaji Subhash Chandra Bose zou hij nogmaals als voorzitter worden gekozen.

### Als president
Nadat India in 1950 een republiek was geworden, werd hij als eerste tot president van India gekozen. Als eerste president opereerde Prasad vrij onafhankelijk en voelde hij er niet veel voor om zijn grondwettelijke privileges op te geven aan zijn premier of partij. Hij matigde zijn positie na de onenigheden vanwege de Hindu Code Bill. Hij vestigde belangrijke precedenten voor latere presidenten.
Na zijn aankondiging om af te treden als president in 1962 werd Prasad de Bharat Ratna toegekend, India's hoogste burgerlijke onderscheiding.

## Voor meer informatie
- Rajendra Prasad, first President of India, Kewalram Lalchand Panjabi. Uitgegeven door Macmillan, 1960.
- Portrait of a president: letters of Dr. Rajendra Prasad written to Mrs. Gyanwati Darbar, Rajendra Prasad, India. President (1950-1962 : Prasad), Gyanwati Darbar. Uitgegeven door Vikas Pub. House, 1974.
- Rajendra Prasad: twelve years of triumph and despair, Rajendra Lal Handa. Uitgegeven door Sterling Publishers, 1979.
- Dr. Rajendra Prasad, Correspondence and Select Documents, Rajendra Prasad, Valmiki Choudhary. Uitgegeven door Allied Publishers, 1984. ISBN 81-7023-002-0. Excerpts (Vol. 1-Vol. 10)
- Dr. Rajendra Prasad, Auteur: Parlement van India. Lok Sabha. Uitgegeven door Lok Sabha Secretariat, 1990.
- Rajendra Prasad and the Indian freedom struggle, 1917-1947, Nirmal Kumar. Uitgegeven door Patriot Publishers, 1991. ISBN 81-7050-128-8.
- Dr. Rajendra Prasad: Political Thinkers Of Modern India, V. Grover. Uitgegeven door Deep & Deep Publications, 1993.
- First Citizens of India, Dr. Rajendra Prasad to Dr. Shanker Dayal Sharma: Profile and Bibliography, A. B. Kohli. Uitgegeven door Reliance Pub. House, 1995. ISBN 81-85972-71-0.